# Zagorje (Krnjak)
Zagorje is een plaats in de gemeente Krnjak in de Kroatische provincie Karlovac. De plaats telt 81 inwoners (2001).